# Castillo de Chiva

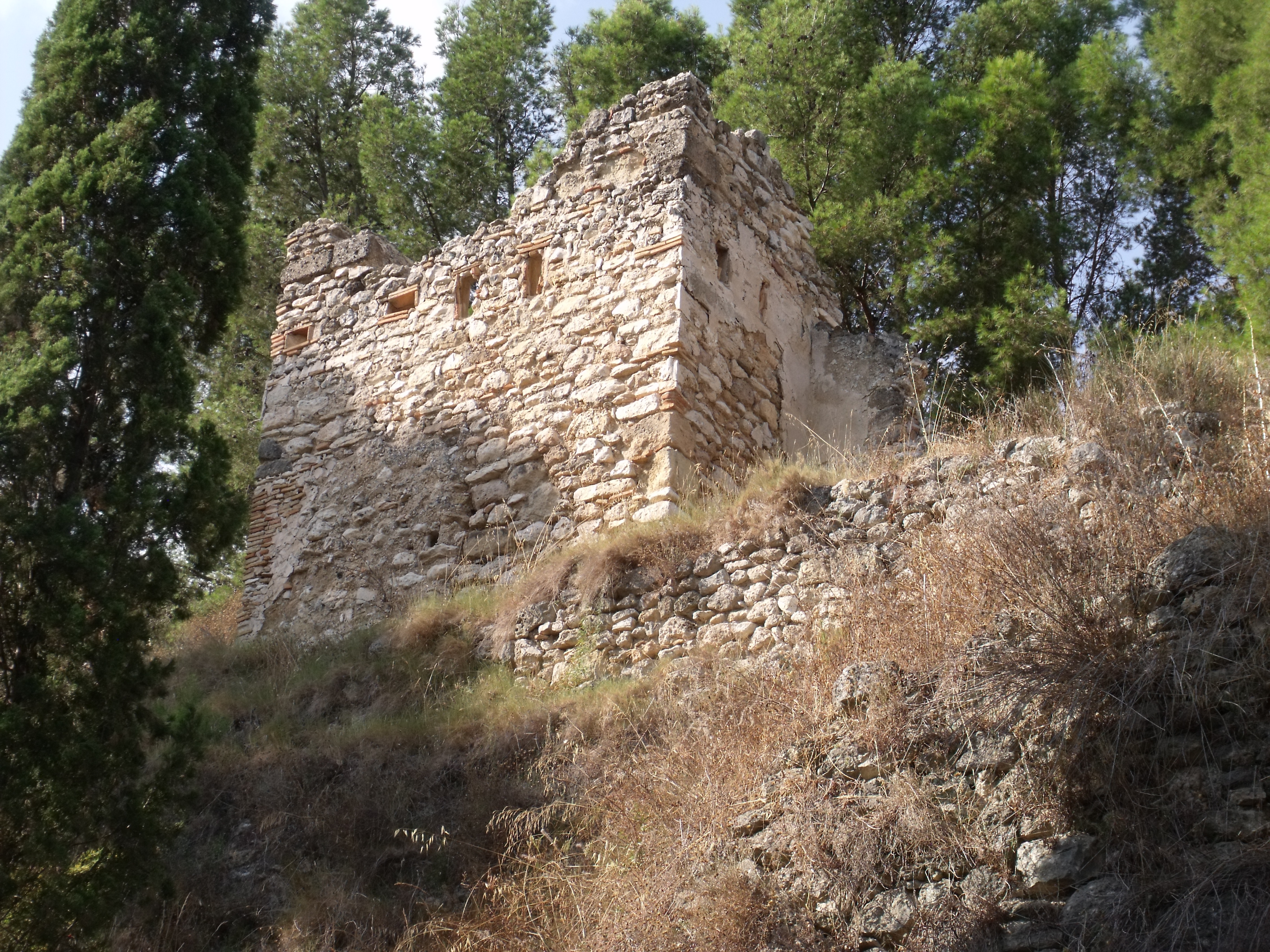

El castillo de Chiva, en la provincia de Valencia (España), es una fortaleza medieval de origen musulmán edificada sobre restos romanos, que se localiza en un cerro desde el que se domina la población y que formaba parte del conjunto defensivo de la población de Valencia, controlando sus comunicaciones con el interior.

## Descripción
el castillo de chiva se sitúa en la playa sobre una plataforma plana y alargada en la parte alta del cerro, adaptándose al terreno en dirección norte-sur.
La fortaleza constaba de tres líneas defensivas y si bien se halla en ruina, quedan restos de lienzos de la muralla y una torre, construidas con tapial.
Pueden distinguirse dos partes, una de ellas, la celosía se sitúa en la parte más alta, y donde reutilizando los restos de la fortaleza, se construyó en el siglo XVIII una ermita.